# Дилиска
Дилиска (груз. დილისკა, арм. Դիլիսկա) — село в Грузии, на территории Ахалкалакского муниципалитета края (мхаре) Самцхе-Джавахети.

## География
Село находится в южной части Грузии, на левом берегу реки Паравани, на расстоянии приблизительно 1 километра (по прямой) к северо-западу от города Ахалкалаки, административного центра муниципалитета. Абсолютная высота — 1670 метров над уровнем моря.

## Население
По результатам официальной переписи населения 2014 года, в Дилиске проживало 2374 человека (1163 мужчины и 1211 женщин). В национальной структуре населения армяне составляли 99,8 %.
| Год  | Население, человек |
| ---- | ------------------ |
| 2002 | 2890               |
| 2014 | ↘ 2374             |